# Blek le Rat
Xavier Prou o Blek le Rat es un artista de grafiti parisino (Francia) que después de aprender la técnica de “pochoir“ (plantilla) en la Escuela de Bellas Artes, influenciado por el stencil propagandístico de Mussolini y el grafiti que vio en el metro en un viaje a Nueva York, plasma en las calles de París su obra desde 1983.
Tras dibujar con esta técnica tanques de guerra, ratas, figuras humanas... por toda la ciudad, la fama le llega cuando se expone su obra en el centro Georges Pompidou, considerado uno de los museos de arte moderno más importantes del mundo.

Intento exponer las mejores cosas de la vida mediante inesperadas imágenes que distraen y deleitan a los peatones, sacándolos de sus preocupaciones cotidianas. A pesar de las represalias por parte de la policía en contra del graffiti, continuaré asaltando las calles en la oscuridad, ya que para mí, llevar el trabajo directamente a las calles es parte primordial de la evolución del arte...
BLEK Le Rat. Manifiesto de Blek Le Rat

En sus comienzos, Blek pinta con Gérard. Después pasó a hacerlo con Jerome Mesnager, con el que daría el salto a otras ciudades europeas y finalmente a New York. También con Nemo, pertenece a esta vieja escuela de París.
El artista de grafiti británico Banksy reconoció la influencia de Blek diciendo "cada vez que creo que he pintado algo ligeramente original, me doy cuenta de que Blek Le Rat lo hizo mejor, sólo veinte años antes." Esta cita fue tomada de la portada del DVD "Original Stencil Pioneer" de King Adz.
En la actualidad son muchos los que están influenciados por la escuela francesa de stencil (pochoir): Shepard Fairey (Obey), Dave Kinsey o Banksy entre otros.